# بني جعيبة (عبس)

تعديل مصدري - تعديل

بني جعيبة هي إحدى قرى عزلة قطبة بمديرية عبس التابعة لمحافظة حجة، بلغ تعداد سكانها 96 نسمة حسب تعداد اليمن لعام 2004.